# أثينا (أسطورة)
آثينا (الاسم الإغريقي: Αθηνά) هي إلهة الحكمة والقوة وإلهة الحرب وحامية المدينة. تبرز آثينا في الأساطير الإغريقية. وبالاس هو لقب لصيق بالمعبودة الإغريقية آثينا، بحيث ترد في حالات عديدة باسم بالاس آثينا.

## أصول آثينا المختلفة

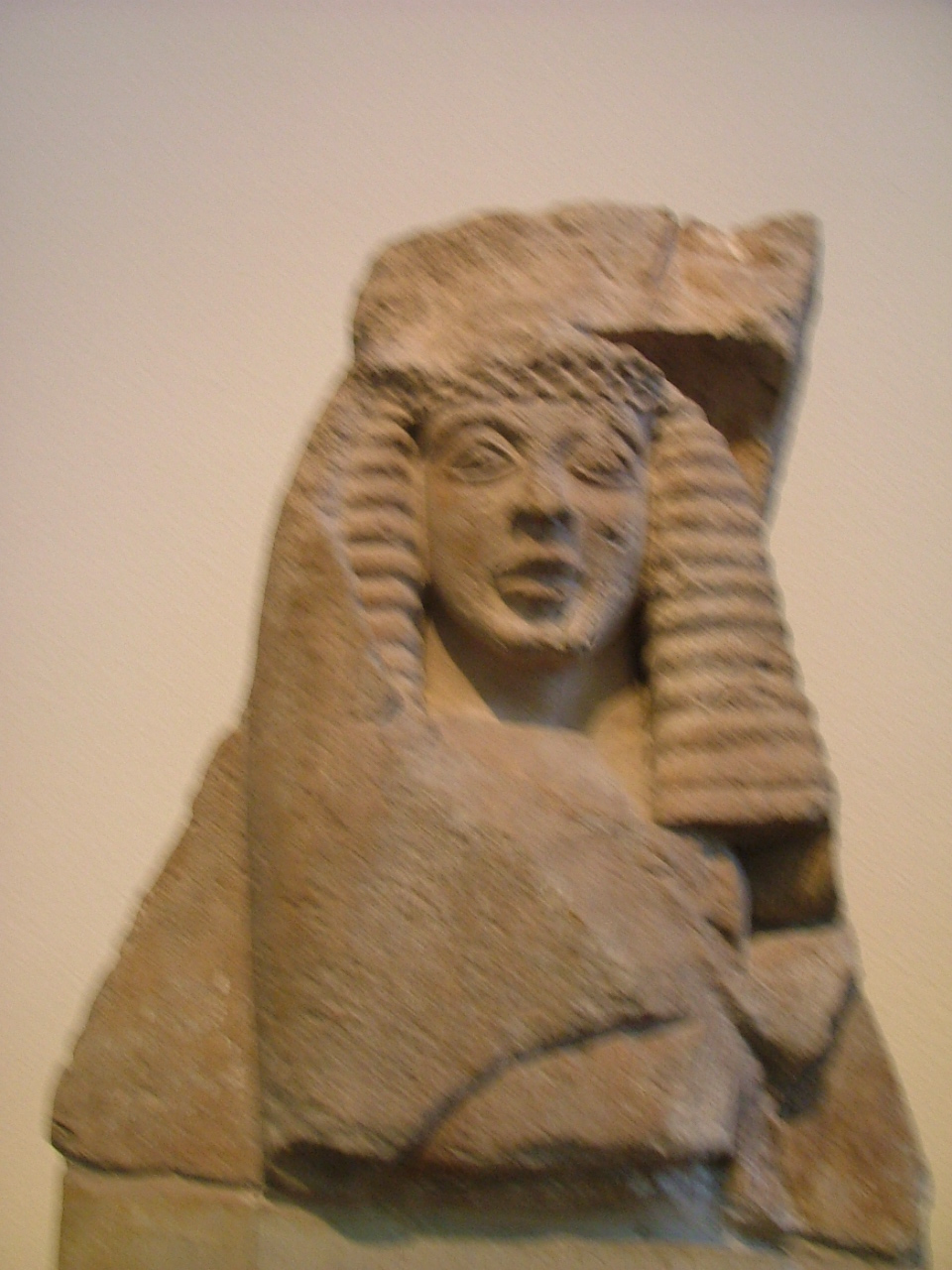
تمثال اثينا ويعود لعام 625 قبل الميلاد من اليونان.

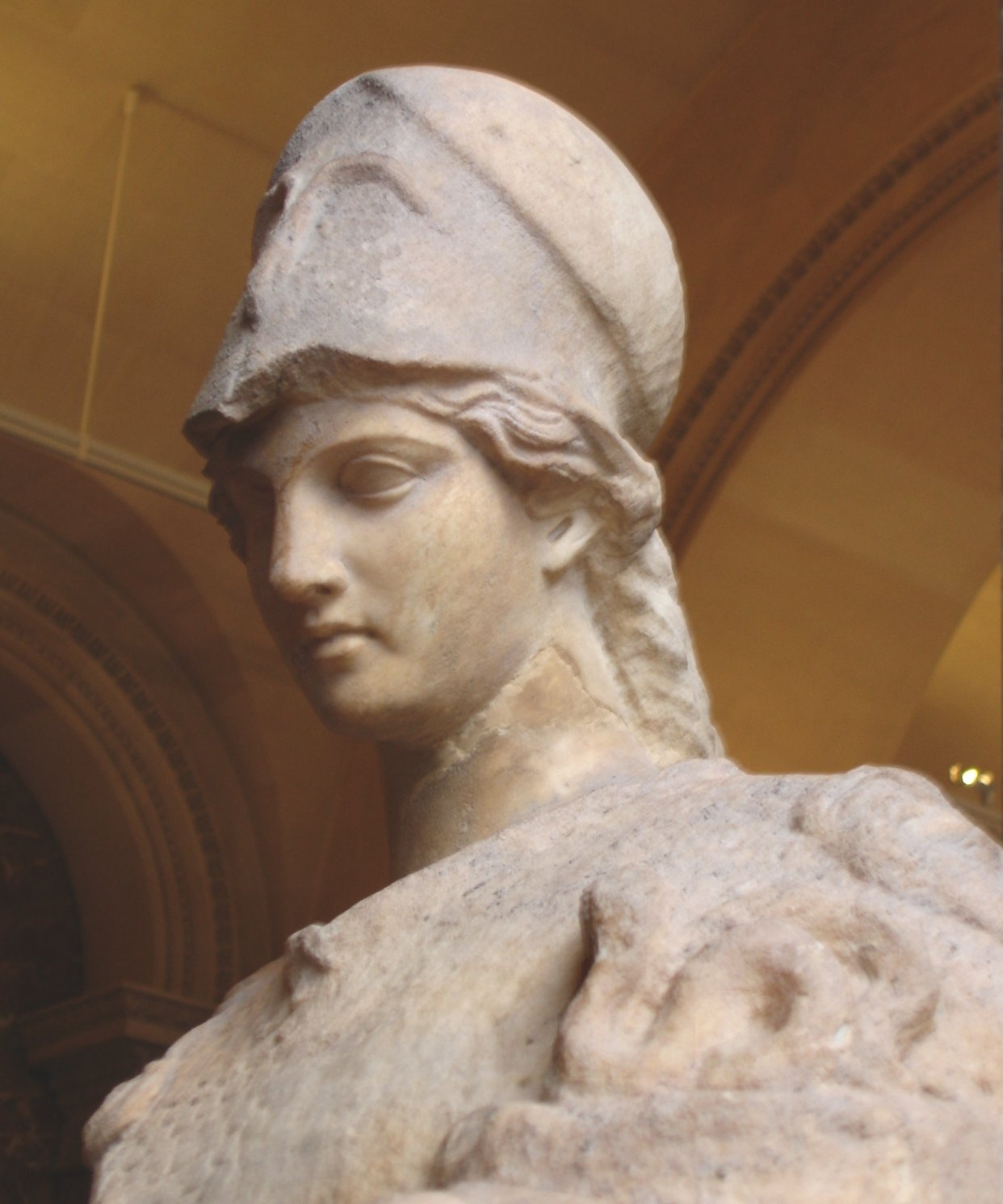
تمثال رخامي روماني لاثينا وهي تعتمر خوذتها ما بين القرن الأول والثاني للميلاد.

- يعرفها الرومان باسم مينيرفا، تروي الأساطير الإغريقية أن أحد الآلهة اخبر زيوس بأن زوجته ميتس وكانت حاملا منه سوف تلد له ولدا ويكون أقوى منه، فابتلع زيوس متس ليحول دون تحقيق النبوءة، وما أن فعل ذلك حتى أصابه صداع شديد، اضطر بعدها هيفايستوس ابن زيوس من هيرا وإله الحدادة إلى أن يضربه بفأس على رأسه فشقها وخرجت منه أثينا بكامل لباسها أسلحتها تصرخ صرخات الحرب.

وعرفت بأنها إلهة الحرب وحامية المدن وخاصة أثينا التي سميت باسمها، وكانت إلهة الحكمة والزراعة ومانحة الزيتون إلى البشر ومن أحب الأشياء إليها الزيتون والبومة والديك والثعبان فهي أنعمت على البشر فوهبتهم شجرة الزيتون، وأقيم لها أكبر معبد عرفه الإغريق في تاريخهم، وهو معبد البارثينون على هضبة الاكروبول في أثينا، ويعد عيدها من أهم الأعياد في بلاد الإغريق.
- حسب ميثولوجيا الفينيقية فإن آثينا هي ابنة بوصيدون إله البحر الفينيقي وبحيرة تريتونيس. وعينيها زرقاوتان شأنهما شأن أبيها بوصيدون.
- أما حسب الميثولوجيا الإغريقية فإن آثينا هي ابنة زيوس إله الحرب والسماء وأب الآلهة غير أن آثينا اجدد من زيوس والآلهة الأولمبية الإثنى عشر حيث تصنف آثينا.
  - حسب بيدج في كتابه آلهة مصر فإن آثينا إفريقية الأصل وهي جزء من الآلهة الثلاثية الليبية أي الأمازيغية[محل شك][بحاجة لمصدر] التي تتكون من بالاس وآثينا ومادوسا.
  - هيرودوت يجعل أصلها أمازيغيا[بحاجة لمصدر][محل شك]، أما أفلاطون فيعرفها بنيت الأمازيغية[بحاجة لمصدر][محل شك]، وبالفعل فقد تم الربط بين الإلهتين،
  - أما البعض الآخر فيرى أن آثينا هي نفسها مادوسا الأمازونية ألأمازيغية [بحاجة لمصدر][محل شك]الأًصل والتي تبرز أيضا في الميثولوجيا الإغريقية.
- في مصر القديمة فقد كانت آثينا لقبا للإله إيزيس زوجة وأخت أوزيريس.

## لقب بالاس
يعتقد البعض أن بالاس تعني العذراء أو البنت أو الولد في اللغة الإغريقية، غير أن أصل هذا اللقب ليس مسلما به وإنما توجد عدة روايات عن أصل هذا اللقب، منها القصة التي أوردت صراع أثينا مع بالاس ابنة تريتون. أما البعض الآخر فيعتقد أن بالاس كان أبا لآثينا الذي يعتبر الرب الماعز. بحيث أراد أن يتصل بالقوة جسديا بها، قتلته وجردته من جلده وصنعت به الأيغيس الذي تحتمي به.

## معرض صور

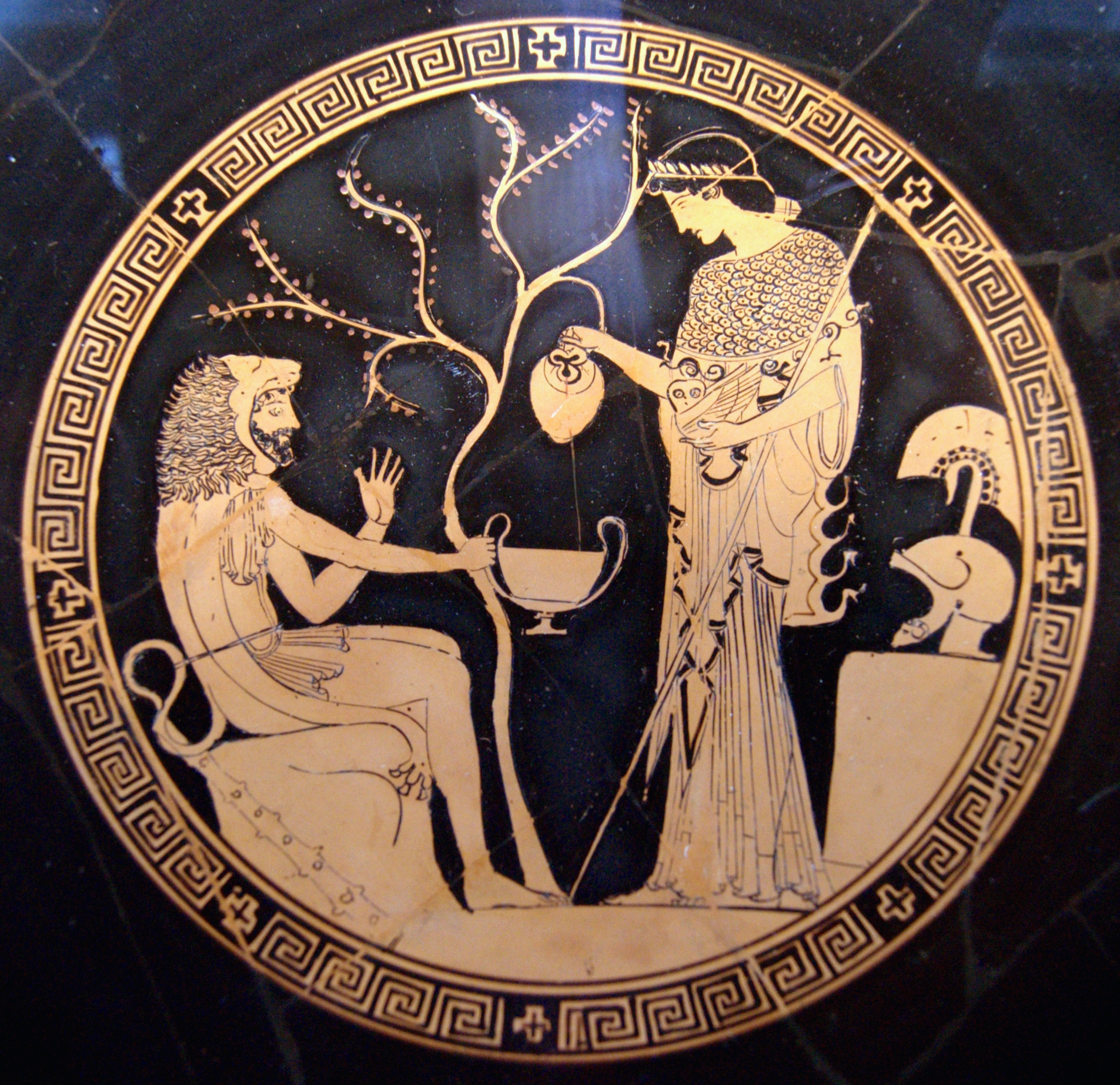
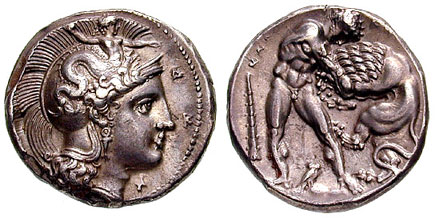
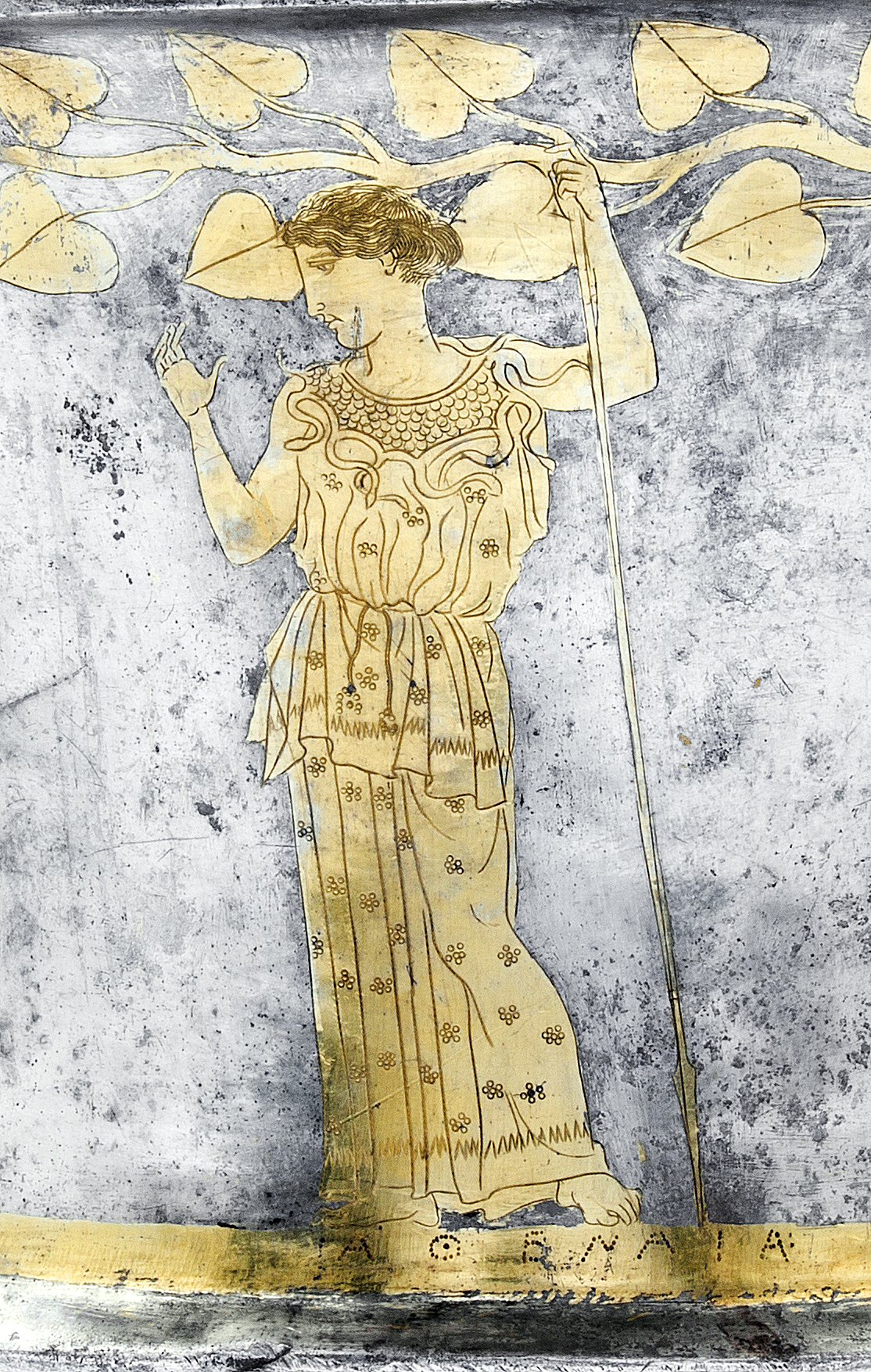
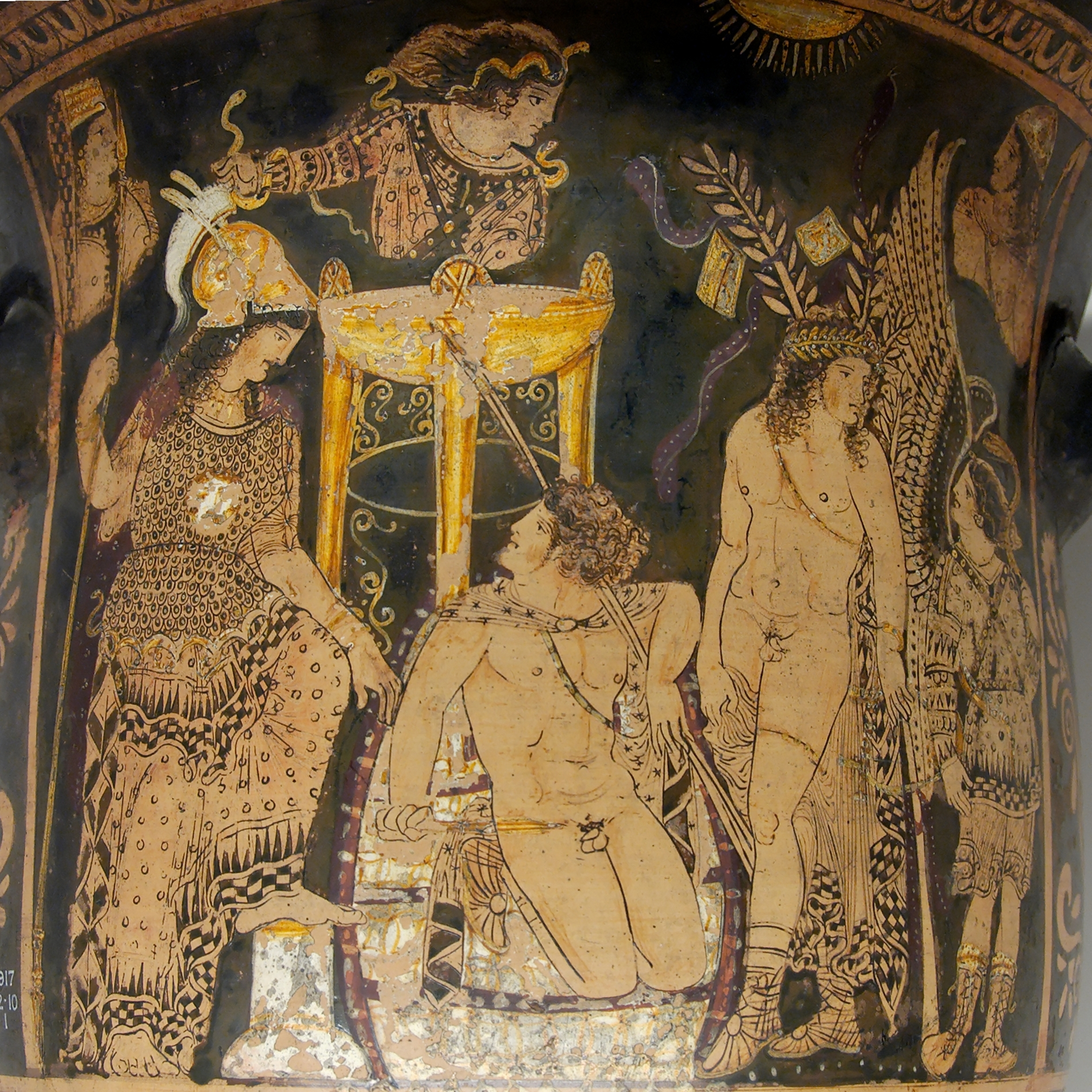

## روابط
- http://www.bpassion.com/goddess-athena.html
- http://www.womanworship.co.uk/documents/Athene.htm?menu=men